# 오픈 콘텐트 프로젝트
오픈 콘텐트 프로젝트는 오픈 콘텐츠를 만들고 전도하기 위한 프로젝트이다. 1998년 데이비드 A. 와일리가 시작하여 자유 문화 운동, 그리고 크리에이티브 커먼즈보다 먼저 만들어졌다.
이 프로젝트의 목표 중 하나는 오픈 콘텐츠의 개념을 전도하는 것이었다. 해당 프로젝트의 오픈 퍼블리케이션 라이선스 (초기에는 학술적 용도로 구상되고 만들어진 라이선스)는 손쉽게 예술가들 혹은 다른 콘텐츠 제공자들의 필요를 충족시킬 수 있었다.
오픈 콘텐트 프로젝트는 2003년에 끝을 맺고 크리에이티브 커먼즈에 의해 계승되었다.